# 王家乡 (泽库县)
王家乡，是中华人民共和国青海省黄南藏族自治州泽库县下辖的一个乡镇级行政单位。

## 行政区划
王家乡下辖以下地区：
群旗村、旗龙村、德合龙村和叶金木村。